# 德川家達
德川家達（日语：／ Tokugawa Iesato，1863年8月24日—1940年6月5日），德川宗家16代當主，田安德川家7代當主。幼名為龜之助。號靜岳。位階勳等爵位為從一位大勳位公爵。第4任貴族院議長、華盛頓會議首席全權大使、第6任日本赤十字社社長。

## 生平
文久3年（1863年）8月24日，在江戶城身為田安慶賴的三男於田安宅邸誕生。母親為高井氏。元治2年（1865年）2月5日，實兄壽千代夭折後繼承了田安德川家。慶應2年（1866年）在14代將軍德川家茂去世且無後嗣之際，大奥的天璋院與御年寄瀧山都希望龜之助繼任德川宗家。由于担心4岁的幼兒继任将军无法使国事稳定，最後在靜寬院宮與幕臣雄藩大名同樣的反對結果下，由德川慶喜就任15代將軍。
1868年（明治元年）成为家督获封骏河国七十万石的封地。1869年版籍奉還，任为静冈藩知事，废藩置县後被免职。1877年到1882年在英国留学，1884年封为公爵。1890年贵族院开设成为议员。1903年到1933年任贵族院议长。1929年至1940年任职第6任日本赤十字社社長。1914年山本權兵衛內閣因受賄倒台後，天皇曾考慮任命德川家達組閣，但家達與家族商討後辭退。1921年曾与币原喜重郎、加藤友三郎作为首席全權大使参加华盛顿会议。
墓所位於東京都台東區上野寬永寺。

## 子女
- 妻 - 近衛泰子（近衛忠房女）
- 子 - 德川家正
- 女- 繁子（伯爵松平直國室）

綏子（公爵鷹司信輔室）
綾子（侯爵松平康昌室）

## 人物形象
* 認為「貴族院的慎重審議，可以導正眾議院的偏頗、避免其專制」，認同兩院制設計。擔任貴族院議長的期間，始於桂太郎、西園寺公望輪流擔任首相的桂園内閣，到軍部抬頭、政黨政治的結束。一直致力於調和內閣與眾議院衝突，希望讓國家政治能順暢運作，公正主持會議、尊重議員自治。
* 認為貴族院與眾議院不同，議事應穩重，非常厭惡在議場大聲表達支持或反對聲音，也制止過拍手。
* 熟悉各貴族院議員們的姓名、經歷與性格。
* 政治評論家鵜崎熊吉在著作中表示，家達主持貴族院會議時「像征夷大將軍面對三百諸侯一樣態度威壓」，但又說「性格不論，作為議長堪稱忠實」。眾議院議員尾崎行雄也表示，在討論重要議事的場合，眾議院旁聴席一定有家達的身影，對他的勤勉感到佩服。
* 興趣是圍棋，實力相當出色。
* 喜好相撲，經常到國技館觀看比賽，春夏二期的本場所一定會到場。被問到有沒有特別支持的力士，則表示「上位者不能對下屬擺厭惡臉色，喜歡或討厭都絕對不能公開表達」。1922年英國的愛德華太子（之後的愛德華八世）訪日時，曾招待對方到自宅觀看相撲表演。
* 討厭鋼琴等弦樂器，他的孫子回憶家達到國外的音樂會，都是選離舞臺最遠的位子。他的妻子也是等家中沒人時，才偷偷教孫子彈琴。
* 家達與慶喜的關係比較複雜。家達擁有「慶喜滅亡德川家，而我重建德川家」的自負。明治初期慶喜身分上和經濟上都是附屬於家達之下，慶喜將女兒們送到東京給家達看照前，據說有嚴令不可忤逆家達。另一個有名的故事是，某日公開場合慶喜坐在上座，見此家達說「這邊沒有我的位子」，讓慶喜慌忙讓出上座。
* 有雙性戀的傾向，曾多次與華族會館男侍雞姦，到1917年為此付出1萬日圓封口費（當時大學畢業生起薪約50圓），據說弟弟德川頼倫私下對牧野伸顯抱怨哥哥不知羞恥（當時似乎仍有許多華族保有同性性行為的癖好）。
* 貴族院議長時代與書記官長柳田國男關係惡劣，柳田之後因此辭職。岡谷公二推測是有潔癖的柳田厭惡家達的花花公子性格；永井和則推測是家達自己把上述性醜聞透漏給柳田，引來對方強烈反感。

## 電視劇
- 德川慶喜（1998年）
- 篤姬（2008年）